# Ophichthus singapurensis
Ophichthus singapurensis is een straalvinnige vissensoort uit de familie van slangalen (Ophichthidae). De wetenschappelijke naam van de soort is voor het eerst geldig gepubliceerd in 1864-65 door Bleeker.